# Джироламо дай Либри
Джироламо дай Либри (на италиански: Girolamo dai Libri, * 1474 или 1475 във Верона; † 2 юли 1555 във Верона) е италиански художник на картини на олтари и илюстратор на манускрипти.
Баща му Франческо дай Либри (1450–1503/1506) илюстрира книги. Майка му се казва Граната. Той е ученик на Доменико Мороне, и работи най-вече във Верона.